# Пяташова, Наталья Романовна
Наталья Романовна Пяташова (10 августа 1929 — 11 мая 1970) — передовик советского сельского хозяйства, птичница колхоза «Родина» Алексеевского района Белгородской области, Герой Социалистического Труда (1958).

## Биография
Родилась в 1929 году в хуторе Гезово Алексеевского района (ныне — Белгородской области) в русской крестьянской семье.
В 1945 году в возрасте шестнадцати лет трудоустроилась разнорабочей в садово-полеводческую бригаду. В 1948 году перешла работать птичницей колхоза «Родина» Алексеевского района Белгородской области. В 1957 году достигла самых высоких показателей в производственной деятельности среди всех птичниц Белгородской области.
Указом Президиума Верховного Совета СССР от 11 марта 1958 года за получение высоких результатов в сельском хозяйстве и рекордные показатели в птицеводстве Наталье Романовне Пяташовой было присвоено звание Героя Социалистического Труда с вручением ордена Ленина и медали «Серп и Молот».
Продолжала работать на ферме. Избиралась депутатом сельского совета.
Жила в селе Гезово. Умерла 11 мая 1970 года. Похоронена на сельском кладбище.

## Награды
За трудовые успехи была удостоена:
- золотая звезда «Серп и Молот» (11.03.1958)
- орден Ленина (11.03.1958)
- другие медали.